# Magdalenpapyrus
Der Magdalenpapyrus (Nr. 64 und 67 nach Gregory-Aland) ist eine frühe griechische Handschrift des Neuen Testaments. Sie enthält aus dem Matthäusevangelium die Verse 3,9.15; 5,20–22.25–28; 26,7–8.10.14–15.22–23.31–33. Die fünf Fragmente haben eine Größe von 20 × 14 cm und sind in zwei Spalten mit 38–39 Zeilen beschrieben.

## Geschichte
Einige Fragmente wurden im Jahre 1901 in Luxor in Ägypten von dem anglikanischen Priester Charles Bousfield Huleatt (1863–1908) erworben. Dieser identifizierte sie als Teile des Matthäusevangeliums. Er übergab sie dem Magdalen College in Oxford, wo sie als P. Magdalen Greek 17 (Gregory-Aland {\displaystyle {\mathfrak {P}}}64) katalogisiert wurden und damit ihren Namen erhielten.
Die erste Veröffentlichung erfolgte 1953 von Colin H. Roberts mit einigen Photographien der Fragmente. Er charakterisierte die Handschrift als „einen frühen Vorläufer der sogenannten 'biblischen Unzialhandschrift'“, welche sich zum Ende des 2. Jahrhunderts zu entwickeln begann. Dieser Unzialenstil wird durch die späteren biblischen Codex Vaticanus und Codex Sinaiticus verkörpert. Die Fragmente sind auf beiden Seiten beschrieben, somit stammen sie nicht von einer Schriftrolle, sondern von einem Kodex.
Weitere Fragmente wurden 1956 vom spanischen Theologen Ramón Roca-Puig veröffentlicht und zuerst als P. Barc. Inv. 1 (Gregory-Aland {\displaystyle {\mathfrak {P}}}67) katalogisiert. Roca-Puig und Roberts konnten sie schließlich demselben Kodex wie die Magdalenfragmente zuordnen. Diese Fragmente befinden sich heute im Kloster Montserrat mit der Signatur P. Mont. Roca 1.

## Datierung
Ursprünglich wurde {\displaystyle {\mathfrak {P}}}64 von Charles Huelatt auf das dritte Jahrhundert datiert. Er hatte die Handschrift dem Magdalen College übergeben. Später untersuchte der Papyrologe A. S. Hunt das Manuskript und datierte es auf das frühe vierte Jahrhundert. Colin Roberts betrachtete diese Datierung als viel zu spät, datierte auf einen Zeitpunkt um 200 und veröffentlichte das Manuskript. Diese Ansicht wurde von drei weiteren führenden Papyrologen unterstützt: Harold Bell, T. C. Skeat and E. G. Turner und ist seither die allgemein akzeptierte Datierung für {\displaystyle {\mathfrak {P}}}64. Im Gegensatz dazu datierte der Literaturwissenschaftler, Historiker und Papyrologe Carsten Peter Thiede 1994 {\displaystyle {\mathfrak {P}}}64 auf das erste Jahrhundert zwischen 40 und 70. 1995 erschien dazu von Thiede ein Artikel in der Zeitschrift für Papyrologie und Epigraphik.

## Bilder
- Papyrus 64 verso
- Papyrus 64 recto